# Stazione di Brescello-Viadana
La stazione di Brescello-Viadana è una stazione ferroviaria posta lungo la linea Parma–Suzzara, a servizio del comune emiliano di Brescello e della cittadina lombarda di Viadana, posta sulla sponda opposta del fiume Po.
È gestita da Ferrovie Emilia Romagna (FER).

## Storia
La stazione fu aperta nel 1883 dalla Società Veneta, come parte della linea Parma-Suzzara.
Tra il 2003 e il 2010, la stazione funse da capolinea provvisorio, in quanto il tratto in direzione della stazione di Parma fu chiuso per permettere la costruzione dell'interconnessione di Parma Est della linea ad alta velocità Milano-Bologna.
Nel 2012, in seguito al terremoto che ha colpito l'Emilia il 20 e 29 maggio, il fabbricato viaggiatori subì alcuni danni.

## Strutture e impianti
Il fabbricato viaggiatori si compone di due livelli ma soltanto il piano terra è aperto al pubblico. L'edificio è in muratura ed è tinteggiato di giallo. La struttura è dotata di cinque finestre a centina per ciascun piano.

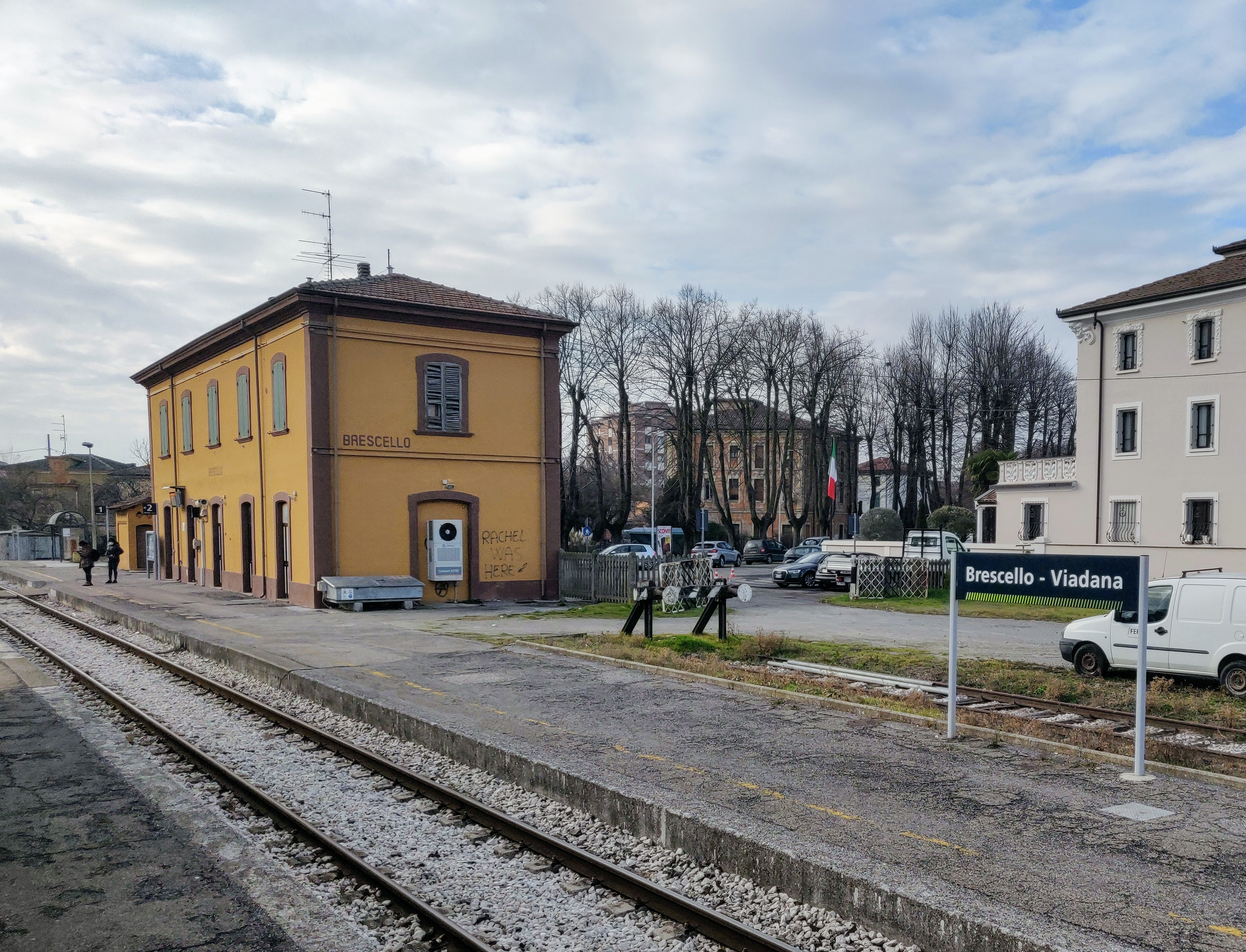
Il piazzale binari

Accanto al fabbricato viaggiatori è presente un piccolo edificio ad un solo piano che viene usato come deposito di materiali.
La stazione dispone di uno scalo merci con annesso magazzino. 
L'architettura del magazzino è molto simile a quella delle stazioni delle Ferrovie dello Stato.
La pianta dei fabbricati è rettangolare.
Il piazzale è composto da due binari. Il binario 1, sul tracciato deviato, viene usato per gli incroci e le precedenze fra i treni; mentre il binario 2, sul corretto tracciato, è il binario di corsa.
Entrambi i binari sono dotati di banchine collegate fra loro da una passerella in cemento.

## Movimento
La stazione è servita dai treni regionali in servizio sulla tratta Suzzara–Parma. I treni sono svolti da Trenitalia Tper nell'ambito del contratto di servizio stipulato con la regione Emilia-Romagna.
A novembre 2019, la stazione risultava frequentata da un traffico giornaliero medio di circa 340 persone (157 saliti e 183 discesi).

## Curiosità
La stazione di Brescello fu ritratta in numerose scene nei quattro film di Don Camillo:
- Don Camillo (1952)
- Il ritorno di don Camillo (1953)
- Don Camillo e l'onorevole Peppone (1955)
- Don Camillo monsignore... ma non troppo (1961)

La stazione compare anche nel film Strategia del ragno (1970) che però cambia il nome del paese in "Tara".
Fu inquadrata anche nella scena finale del film Don Camillo (1983)